# Khumbu

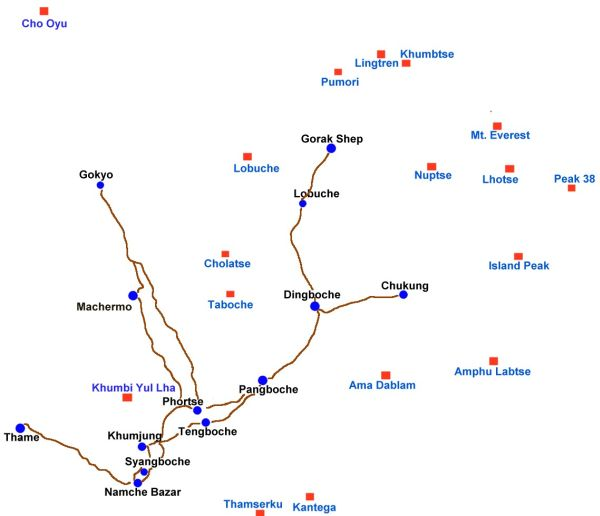
Regiunea Khumbu

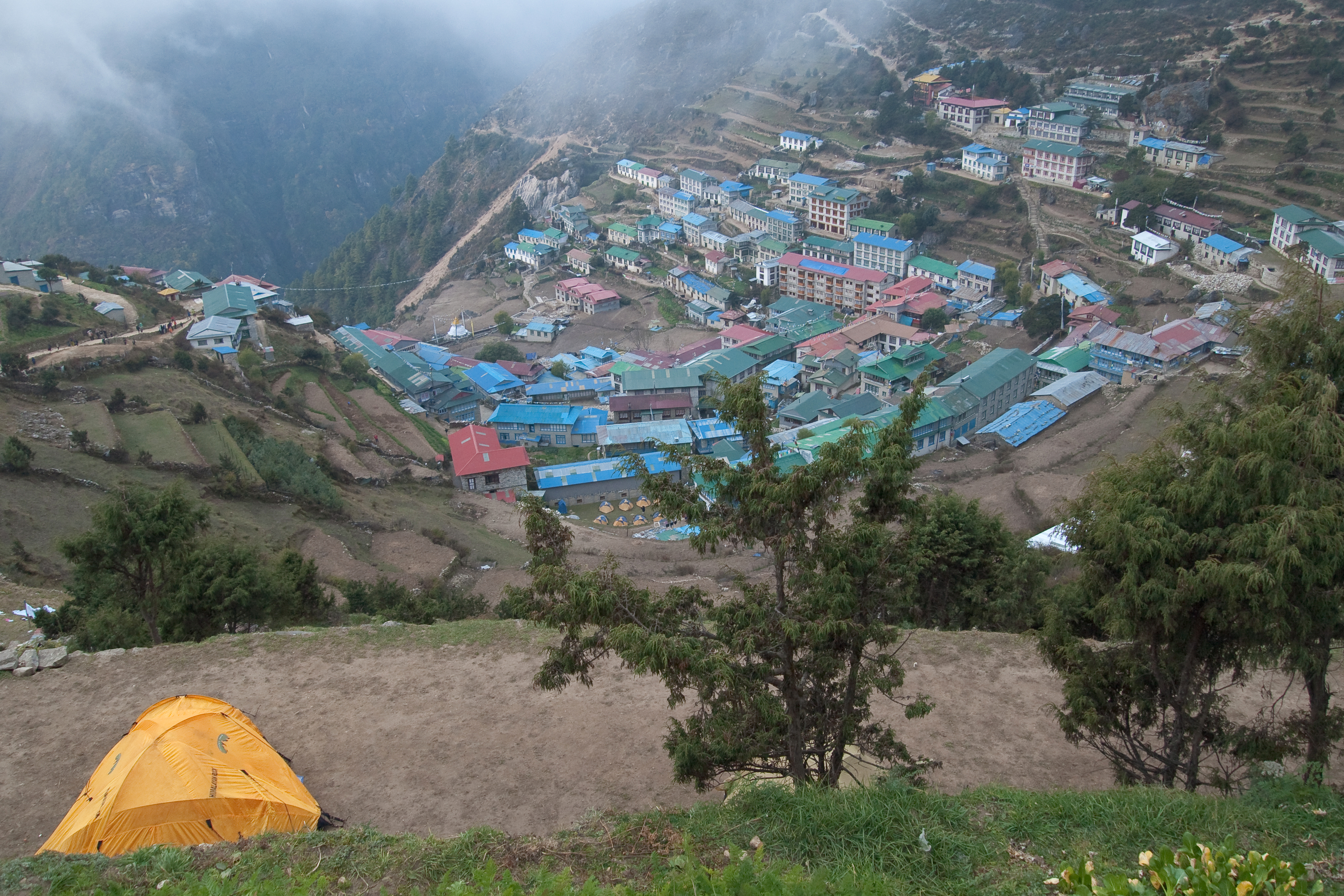
Localitatea Namhe Bazar
(3.440 m)

Khumbu sau Khumbu Himal este o regiune situată în masivul Himalaya, partea de nord-est a Nepalului la granița cu Tibet. În regiune se află Parcul Național Sagarmatha care cuprinde pe teritoriul său Mount Everest.

## Date geografice
Khumbu Himal, cuprinde văile râurilor Bhote Kosi, Dudh Kosi și Imja Khola, aceste văi fiind despărțite de creste muntoase înalte, acoperite de ghețari. Khumbu se învecinează cu ținutul Solu, ambele regiuni se află în districtul Solu-Khumbu, care este districtul cel mai nordic al teritoriului administrativ Sagarmatha din Nepal. Capitala districtului Solukhumbu este Salleri, în regiune locuiesc așa numiți șerpari, în ținut se află mai multe temple și locuri considerate sfinte de budiști.

## Munți
| Munte         | Altitudinea |
| ------------- | ----------- |
| Mount Everest | 8.848 m     |
| Lhotse        | 8.516 m     |
| Cho Oyu       | 8.201 m     |
| Nuptse        | 7.861 m     |
| Baruntse      | 7.220 m     |
| Pumori        | 7.161 m     |
| Ama Dablam    | 6.856 m     |
| Kantega       | 6.779 m     |

| Munte                  | Altitudinea |
| ---------------------- | ----------- |
| Num Ri                 | 6.677 m     |
| Thamserku              | 6.623 m     |
| Taboche                | 6.501 m     |
| Cholatse               | 6.440 m     |
| Island Peak (Imja Tse) | 6.189 m     |
| Lobuche                | 6.145 m     |
| Khumbi Yul Lha         | 5.761 m     |
| Kala Patthar           | 5.675 m     |

## Literatură
- Jamie McGuinness: Trekking in the Everest Region. Trailblazer Publications, 5. Auflage 2007, ISBN 1-873756-99-2.